# Thomas Couture
Thomas Couture (Senlis, 1815. december 21. – Villiers-le-Bel, 1879. március 30.) francia történeti és zsánerfestő.

## Pályafutása
Gros és Delaroche irányítása alatt képezte magát és 1837-ben az akadémia a második festészeti díjjal jutalmazta. Az 1840–41. évi szalonokban festményei, különösen Az arany szeretete (a toulouse-i múzeumban), nagy feltűnést keltettek. Az 1843. évi szalonban kissé szentimentális Troubadour-jával lépett föl. Fő műve az 1847. évi szalonban is ünnepelt A hanyatláskori rómaiak, orgiát ünnepelve című festménye, melynek következtében a becsületrend keresztese lett. Egyéb művei: A solymász (a berlini Ravené-gyűjteményben); A kéjnő diadala; Fiatal velenceiek egy orgia után; Tékozló fiú; Önkéntes belépés a hadseregbe; A csapatok visszatérése a Krímből s A császári herceg megkeresztelése (a kormány megbízásából) stb. Jelentős műve még a párizsi St. Eustache-templom Mária-kápolnájának három freskója. III. Napóleon császár kegyeibe fogadta, az 1840-es években nagy tekintélynek örvendett a párizsi festők körében, még az olyan kiváló talentumok is, mint Manet vagy Feuerbach, őhozzá jártak tanulni. Couture műveiben a kitűnő rajzolás és színezés tűnik ki; a művész gyengesége nagyobb festményeinek kompozíciójában rejlik, melyekben a jelentékeny és a jelentéktelen mint teljesen egyenjogú van egymás mellé állítva. Kitűnő technikája folytán számos tanítványt gyűjtött maga köré. Igen szép arcképeket is festett, továbbá irodalmilag is működött, különösen Delacroix és más, új művészek ellen intézett gyűlölködő cikkeivel, melyek népszerűtlenné tették. Kiadott egy két kötetes pamfletszerű művet: Entretiens d'atelier (1867—69). Visszavonult falusi birtokára és teljesen elfeledve halt meg Villiers-le-Bel-ben. A budapesti Szépművészeti Múzeumban megtalálható Madárfogó c. képe.